# Benkara miquelii
Benkara miquelii là một loài thực vật có hoa trong họ Thiến thảo. Loài này được (Koord. & Valeton) Ridsdale mô tả khoa học đầu tiên năm 2008.